# Michael Kidd
Michael Kidd, właśc.Milton Greenwald (ur. 12 sierpnia 1915 w Nowym Jorku, zm. 23 grudnia 2007 w Los Angeles) – amerykański choreograf i reżyser. Zdobywca pięciu nagród Tony za choreografię oraz Honorowego Oscara w 1996. 23 grudnia 2007 zmarł na raka w wieku 92 lat w swoim domu w Los Angeles.